# Dia Nacional do Líder Comunitário
O Dia Nacional do Líder Comunitário é uma data comemorativa celebrada anualmente em 5 de maio, que visa homenagear o indivíduo responsável por representar as necessidades e vontades da população perante os poderes do Estado. Foi instituído pela lei nº 11.287, de 27 de março de 2006. Essa comemoração deve estar a par das demandas reais da comunidade que representa, ouvindo a todos de modo igualitário e sem preconceitos, e seguindo os preceitos básicos dos direitos humanos e da Constituição Federal. 
O projeto foi aprovado pelo Congresso Nacional e sancionado pelo presidente Luiz Inácio Lula da Silva em 2006.
A motivação para criar essa lei foi reconhecer e valorizar o trabalho dos líderes comunitários, que são importantes para o desenvolvimento social e a participação popular nas decisões políticas. Segundo o projeto, os líderes comunitários são "pessoas que dedicam parte de suas vidas à luta por melhores condições de vida para as comunidades carentes" e que "muitas vezes são esquecidos ou ignorados pelo poder público".